# Base Antonio Huneeus
La Base de Verano Antonio Huneeus Gana fue un campamento antártico semipermanente de Chile, situado en el denominado Territorio Chileno Antártico. Correspondía a la sección a cargo del Instituto Antártico Chileno (INACH) de la Estación Polar Teniente Arturo Parodi Alister.
Se ubicaba a 1 km del Campamento Base Patriot Hills de la empresa privada Adventure Network International en coordenadas 80°18′07″S 81°20′39″O / -80.30194, -81.34417, montes Patriot, cadena Heritage, montes Ellsworth a 3400 km de Punta Arenas y 1084 km del Polo Sur. A unas 6 horas 15 minutos de vuelo desde Punta Arenas en avión C-130, con la Base Arturo Parodi, ubicada en el mismo sector, era la base antártica chilena más austral. Fue desarmada y trasladada a fines de 2013 para crear la Estación Polar Científica Conjunta Glaciar Unión.
Contaba una dotación de 4 personas, sólo en verano. 

## Historia
El 11 de enero de 1995 viajó un primer grupo de investigadores, enviados por el INACH, para estudiar la posibilidad de efectuar labores científicas en el sector y esbozar una probable instalación de una estación de verano. En noviembre de 1997, se efectuaron las primeras instalaciones de apoyo a la investigación científica según carpas especiales. 
Por Resolución Exenta N.º 303 del 11 de octubre de 1999 se le denominó oficialmente "Base de Verano Antonio Huneeus Gana" en memoria del ministro de Relaciones Exteriores de comienzos del siglo XX, quien tuvo por entonces destacada actuación en la reclamación de la soberanía chilena sobre el denominado Territorio Chileno Antártico.

## Instalaciones
Carpas de grandes dimensiones tipo Weatherheaven, semiflexibles, las cuales, dadas las extremas condiciones climáticas -especialmente de viento- son desarmadas y sepultadas en nichos bajo el hielo al término de cada periodo de trabajo. 
El módulo tipo iglú instalado últimamente tiene un largo de 6 metros, con 3 m de ancho y 2,4 m de alto. Con muros de poliéster reforzado con aislación de poliuretano, sellado y anclado, piso de terciado marino con vigas de aluminio, revestidos en poliéster. El solo hecho de estar habitado por dos adultos, sin calefacción, hace que la temperatura interior de este módulo, que semeja una cabina de avión comercial, suba hasta establecer una diferencia de 24,7 grados con el exterior.